# Eldetal
Eldetal – gmina w Niemczech, w kraju związkowym Meklemburgia-Pomorze Przednie, w powiecie Mecklenburgische Seenplatte, wchodzi w skład związku gmin Amt Röbel-Müritz. Powstała 26 maja 2019 z połączenia gmin Grabow-Below, Massow, Wredenhagen i Zepkow. Na południu gmina graniczy z krajem związkowym Brandenburgia.
Przez teren gminy przepływa rzeka Elde oraz przebiega autostrada A19.